# Souillé
Souillé là một xã trong tỉnh Sarthe ở tây bắc nước Pháp. Xã này nằm ở khu vực có độ cao từ 49-87 mét trên mực nước biển.